# Vaskulogenese
Unter der Vaskulogenese (von lateinisch vas ‚das Gefäß‘ und griechisch γένεση -genese, deutsch ‚die Geburt‘, ‚Entstehung‘, ‚Bildung‘) versteht man die Bildung von neuen Blutgefäßen aus endothelialen Vorläuferzellen, welche im Knochenmark gebildet werden. Diese werden von bestimmten Botenstoffen (Zytokinen) – wie z. B. Vascular Endothelial Growth Factor (VEGF) – angelockt und gelangen über die Blutbahn an die Stelle der Ausschüttung des Botenstoffs, z. B. eine Wunde, einen Tumor, den Gelbkörper.
Man geht davon aus, dass die Vaskulogenese eine größere Rolle bei der Embryonalentwicklung (Embryogenese) spielt und im erwachsenen Organismus die Angiogenese die wichtigere Rolle spielt.